# Batman: Creature of the Night
Batman: Creature of the Night — ограниченная серия комиксов, состоящая из 4 выпусков, которую в 2017—2019 годах издавала компания DC Comics.

## Синопсис
Серия повествует о Брюсе Уэйнрайте, который лишился родителей по вине преступника.

### Выпуски
| № | Название        | Дата выхода     | Оценка на Comic Book Roundup    | Кол-во страниц |
| - | --------------- | --------------- | ------------------------------- | -------------- |
| 1 | I Shall Become… | 29 ноября 2017  | 9,3 из 10 на основе 21 рецензии | 48             |
| 2 | Boy Wonder      | 27 декабря 2017 | 9,3 из 10 на основе 16 рецензий | 48             |
| 3 | Crusader        | 18 апреля 2018  | 9,2 из 10 на основе 12 рецензий | 48             |
| 4 | Dark Knight     | 27 ноября 2019  | 9 из 10 на основе 7 рецензий    | 56             |

### Сборники
| Название                      | Тип              | Дата выхода    | Собранный материал                 | Кол-во страниц | ISBN                       |
| ----------------------------- | ---------------- | -------------- | ---------------------------------- | -------------- | -------------------------- |
| Batman: Creature of the Night | Твёрдый переплёт | 31 марта 2020  | Batman: Creature of the Night #1-4 | 216            | 978-1401280635, 1401280633 |
| Batman: Creature of the Night | Мягкая обложка   | 20 апреля 2021 | Batman: Creature of the Night #1-4 | 216            | 978-1779506283, 1779506287 |

## Реакция

### Отзывы критиков
На сайте Comic Book Roundup серия имеет оценку 9,2 из 10 на основе 56 рецензий. Джесс Шедин из IGN дал первому выпуску 8,8 балла из 10 и написал, что он может понравится поклонникам комикса Superman: Secret Identity. Рецензенты из Newsarama поставили дебюту крайне высокие оценки. Брайан Лонг из ComicsVerse вручил первому выпуску рейтинг 95 % и сравнил его с комиксом Batman: Year One. Дэвид Брук из AIPT дал дебюту 9 баллов из 10 и назвал его отличным.

### Продажи
Ниже представлен график продаж комикса за первый месяц выпуска на территории Северной Америки.